# Summerhill Latinoamericano
Die Summerhill Latinoamericano ist eine Privatschule aus Costa Rica. Sie ist eine demokratische Schule und war die erste demokratische Schule Costa Ricas. Bis heute ist sie die einzige dieser Reformpädagogik verpflichtete Schule dieses Landes. Die Summerhill Latinoamericano bietet einen Kindergarten, eine Grundschule und Wochenendprogramme an.